# Gom jabbar
Gom Jabbar.  Literalmente significa "El enemigo con la mano en alto".
Aguja envenenada con una sustancia mortal, utilizada como prueba por las Bene Gesserit para detectar la consciencia humana. Según se dice, dicho veneno "sólo mataba animales".
El Duque Paul Atreides, al igual que su madre, Dama Jessica, fue sometido a dicha prueba por la Reverenda Madre Gaius Helen Mohiam, en el planeta Caladan y la pasó con éxito. El Barón Vladimir Harkonnen, sin embargo, fue asesinado con una de ellas por su propia nieta, Alia, en Dune.